# .vu
.vu — в Інтернеті, національний домен верхнього рівня (ccTLD) для Вануату.

## Домени 2-го та 3-го рівнів
В цьому національному домені нараховується близько 1,050,000 вебсторінок (станом на січень 2007 року).
У наш час використовуються та приймають реєстрації доменів 3-го рівня такі доменні суфікси (відповідно, існують такі домени 2-го рівня):
| Суфікс  | Регламентовані користувачі                    |
| .com.vu | Комерційні установи, корпорації               |
| .gov.vu | Державні та урядові установи                  |
| .in.vu  | Родини, приватні особи                        |
| .net.vu | Провайдери, організації, пов'язані з мережами |
| .org.vu | Неприбуткові, неурядові організації           |